# Thonne-la-Long
Thonne-la-Long är en kommun i departementet Meuse i regionen Grand Est (tidigare regionen Lorraine) i nordöstra Frankrike. Kommunen ligger i kantonen Montmédy som tillhör arrondissementet Verdun. År 2022 hade Thonne-la-Long 357 invånare.

## Befolkningsutveckling
Antalet invånare i kommunen Thonne-la-Long
| Referens: INSEE |